# Mittelrhein-Marathon

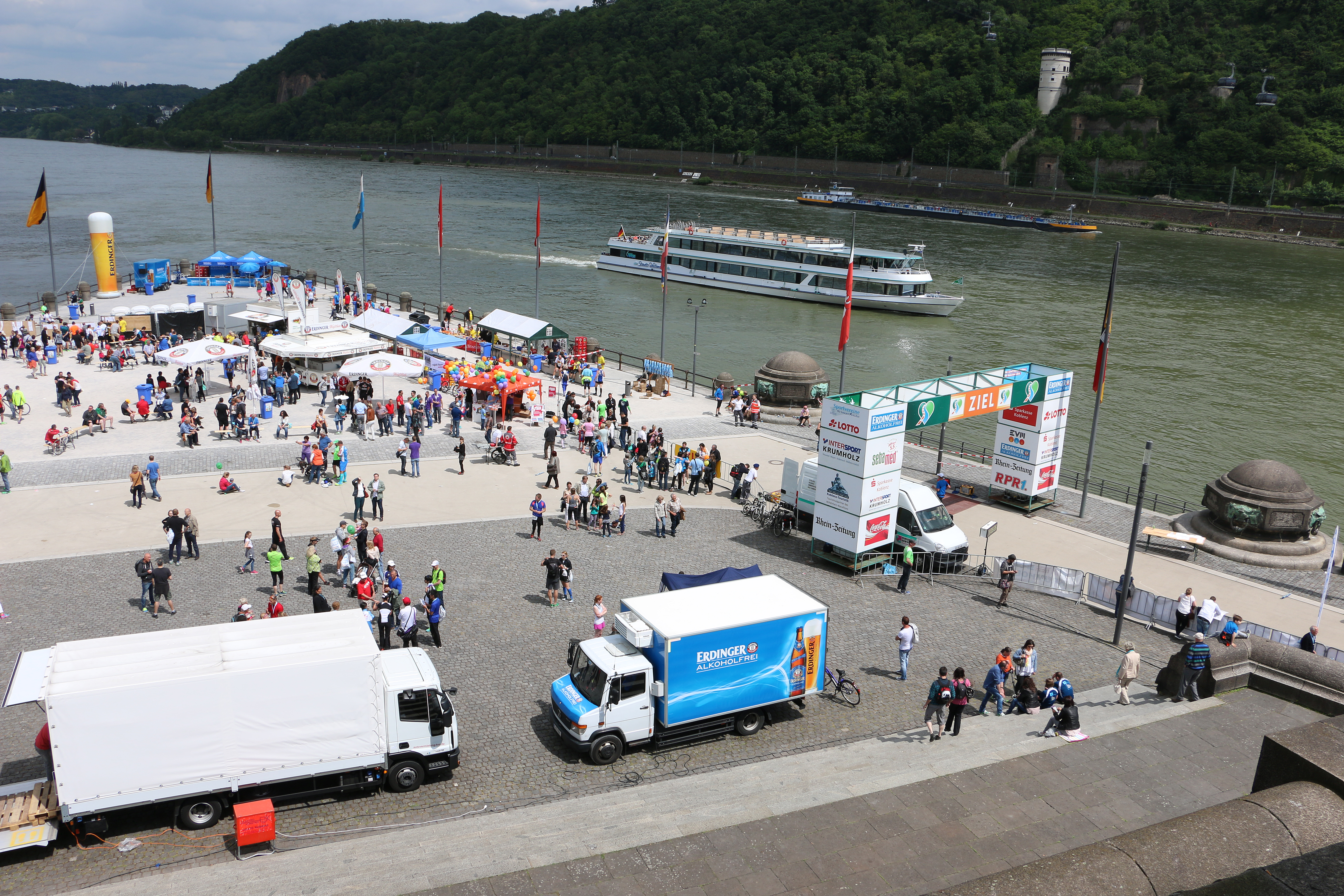
Das Ziel des Mittelrhein-Marathons am Deutschen Eck in Koblenz 2015

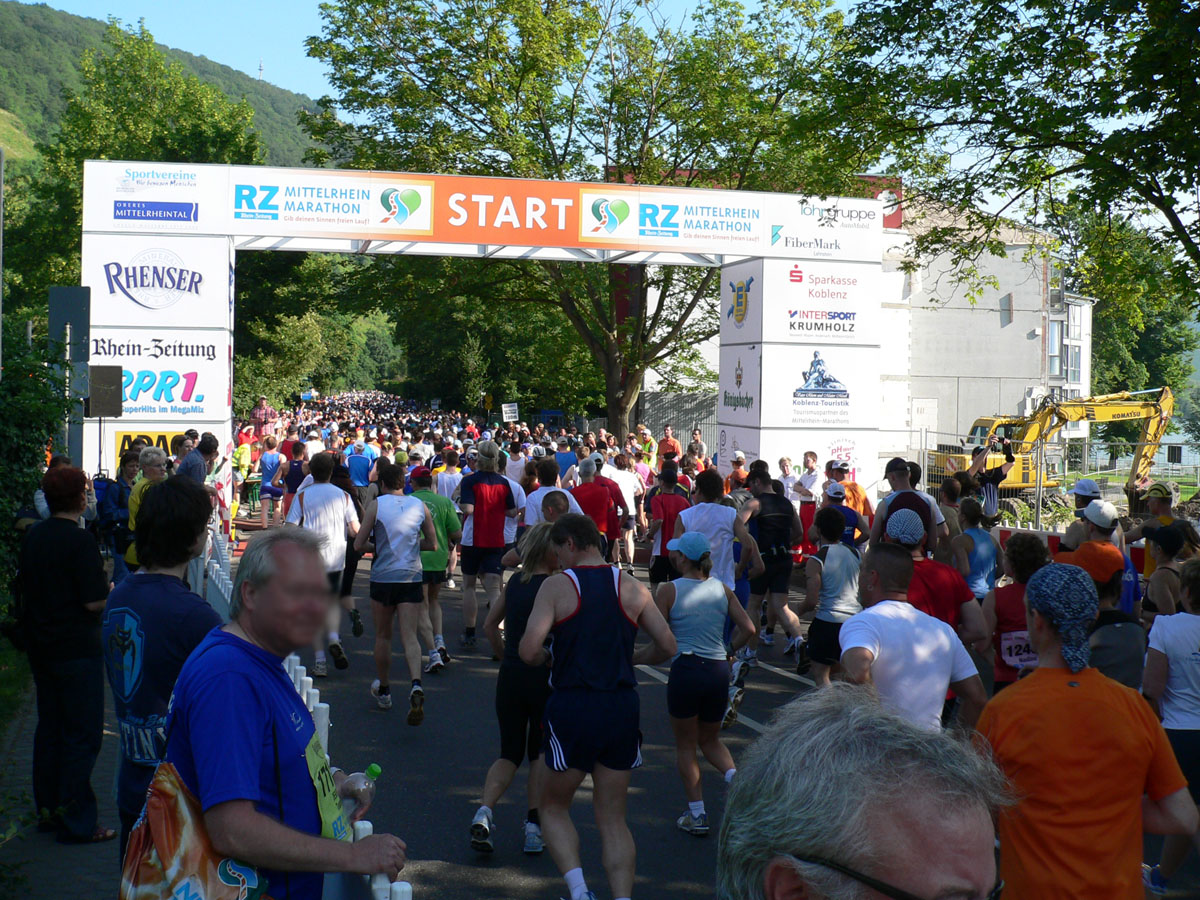
Halbmarathonstart in Boppard 2006

Der Mittelrhein-Marathon war ein Marathon im Mittelrheintal mit Ziel in Koblenz, der erstmals im Juni 2005 stattfand. Zum Programm gehörten auch ein Halbmarathon (auch für Walker und Nordic-Walker), ein 10-km-Lauf sowie Marathon und Halbmarathon für Inlineskater. Der 11. und letzte Mittelrhein-Marathon fand im Mai 2015 statt.

## Geschichte
Der Mittelrhein-Marathon fand im Jahr 2005 zum ersten Mal statt. In den ersten Jahren firmierte die Veranstaltung unter RZ-Mittelrhein-Marathon, von 2011 bis 2013 unter Hochwald-Mittelrhein-Marathon, benannt nach den Titelsponsoren Rhein-Zeitung und Hochwald Foods. Im Oktober 2015 gab der Veranstalter auf seiner Homepage bekannt, dass die Veranstaltung zukünftig in der bisherigen Form nicht mehr ausgerichtet würde. Im Rahmen einer völligen Neuausrichtung wurde der Wettbewerb ab 2017 durch den Koblenzer Sparkassen Marathon abgelöst.
Seit 2008 gehört die Strecke des Mittelrhein-Marathons zu den Austragungsorten des German-Inline-Cup.

## Strecke
Der Mittelrhein-Marathon führt durch das UNESCO-Weltkulturerbe Oberes Mittelrheintal. Die ursprüngliche Streckenführung begann in Oberwesel und verlief linksrheinisch über St. Goar, Boppard, Spay und Rhens nach Koblenz zum Deutschen Eck. Die Strecke hat ein leichtes Gefälle von 9,3 Metern.
Der Marathon führt hauptsächlich über die zum Rhein parallel verlaufende Bundesstraße 9, jedoch wurde der Streckenverlauf mehrmals leicht verändert. In den Jahren 2010 und 2011 war der Zielbereich am Deutschen Eck aufgrund der Bundesgartenschau nicht nutzbar und der Marathon endete auf der Mainzer Straße am Mainzer Tor. 2011 gab es aufgrund von Bauarbeiten zusätzlich Veränderungen der Streckenführung. In diesem Jahr befand sich sowohl der Start des Marathons als auch des Halbmarathons in Boppard. Die Läufer des Marathons liefen zunächst rheinaufwärts bis in den Bopparder Ortsbezirk Hirzenach und von dort wieder rheinabwärts bis ins Ziel nach Koblenz. Im Jahr 2012 wurde wieder der ursprüngliche Streckenverlauf von Oberwesel nach Koblenz gewählt. Aufgrund von umfangreichen Bauarbeiten in St. Goar wurde der Marathon ab 2013 als Wendepunktstrecke mit Start und Ziel am Deutschen Eck durchgeführt.
Die Stadt Boppard liegt genau auf der Hälfte der Strecke, wo sich das Startareal des Halbmarathons befindet. Die Strecke des Halbmarathons ist mit der zweiten Hälfte des Marathons identisch und endet ebenfalls am Deutschen Eck. Der 10-km-Lauf wurde bis 2014 in Rhens gestartet und folgte ebenfalls der Trasse des Marathons nach Koblenz. 2015 erfolgte der Start erstmals am Deutschen Eck und führte bis zum Wendepunkt in der Nähe der Koblenzer Brauerei.
Der Streckenverlauf des Inline-Marathons weicht in manchen Bereichen aus Sicherheitsgründen leicht vom Streckenverlauf des klassischen Marathons ab. In dieser Disziplin gilt die Strecke als eine der schnellsten Marathonstrecken Deutschlands.

## Statistik

### Streckenrekorde
Marathon
- Männer: 2:25:16,  Cheruiyot Jonathan Kipkogei, 2013
- Frauen: 2:44:24,  Silvia Krull, 2008

Halbmarathon
- Männer: 1:05:43,  Korir Evans Kipkoech, 2013
- Frauen: 1:15:41,  Boku Zerfe Worku, 2013

### Siegerliste

#### Marathon
| Jahr | Sieger                      | Zeit (h) | Siegerin         | Zeit (h) | Finisher |
| ---- | --------------------------- | -------- | ---------------- | -------- | -------- |
| 2015 | Bayisa Fakensa              | 2:33:08  | Kerstin Althoff  | 3:22:22  | 226      |
| 2014 | Tobias Sauter -2-           | 2:32:50  | Anne Staeves     | 3:22:23  | 250      |
| 2013 | Cheruiyot Jonathan Kipkogei | 2:25:16  | Katrin Vogler    | 2:54:16  | 319      |
| 2012 | Tobias Hegmann              | 2:37:39  | Sabine Rech      | 3:08:58  | 473      |
| 2011 | Charai Abderrazzak          | 2:27:31  | Regina Vielmeier | 3:10:06  | 480      |
| 2010 | Marco Diehl -2-             | 2:33:03  | Marlen Günther   | 3:08:53  | 524      |
| 2009 | Martin Schönberger          | 2:32:14  | Rita Marucci     | 3:15:58  | 653      |
| 2008 | Marco Diehl                 | 2:33:20  | Silvia Krull -2- | 2:44:24  | 597      |
| 2007 | Tobias Sauter               | 2:30:23  | Silvia Krull     | 2:56:29  | 786      |
| 2006 | Uwe Honsdorf -2-            | 2:35:00  | Eva-Marie Krahn  | 3:17:16  | 1424     |
| 2005 | Uwe Honsdorf                | 2:37:23  | Irmgard Weber    | 3:23:01  | 3665     |

#### Halbmarathon
| Jahr | Sieger                    | Zeit (h) | Siegerin                    | Zeit (h) | Finisher |
| ---- | ------------------------- | -------- | --------------------------- | -------- | -------- |
| 2015 | Tatsuya Aoyagi            | 1:19:10  | Felicitas Doff-Sotta-Bengel | 1:28:59  | 1010     |
| 2014 | Christian Schmitz         | 1:09:58  | Katharina Grohmann          | 1:25:03  | 1372     |
| 2013 | Korir Evans Kipkoech      | 1:05:43  | Boku Zerfe Worku            | 1:15:41  | 1444     |
| 2012 | Nelphat Kipcchirchirsirma | 1:09:42  | Julia Galuschka             | 1:21:50  | 1896     |
| 2011 | Youness Ammouta           | 1:09:42  | Thurid Buch -2-             | 1:22:50  | 2232     |
| 2010 | Charai Abderrazzak        | 1:07:51  | Thurid Buch                 | 1:22:50  | 2381     |
| 2009 | Tim Meyer                 | 1:08:39  | Izumi Oka -3-               | 1:23:28  | 2604     |
| 2008 | Dietmar Bier              | 1:13:22  | Izumi Oka -2-               | 1:22:06  | 1610     |
| 2007 | Søren Palshøj             | 1:11:29  | Izumi Oka                   | 1:25:41  | 2143     |
| 2006 | Dieter Baumann            | 1:10:37  | Julia Wydra                 | 1:24:15  | 3160     |
| 2005 | John Mooney               | 1:11:37  | Vera Siebert-Kilian         | 1:24:22  | 2005     |

## Inlineskating-Wettbewerb

### Streckenrekorde
- Frauen: 1:09:25,  Melanie Becker, 2006
- Männer: 1:00:55,  Juan Nayib Tobon, 2010

### Siegerliste
| Jahr | Siegerin             | Zeit (h) | Sieger               | Zeit (h) | Finisher |
| ---- | -------------------- | -------- | -------------------- | -------- | -------- |
| 2015 | Katharina Rumpus -3- | 1:17:14  | Ollie Jones          | 1:12:49  | 327      |
| 2014 | Katharina Rumpus -2- | 1:14:32  | Bart Swings          | 1:05:02  | 532      |
| 2013 | Katharina Rumpus     | 1:19:26  | Severin Widmer       | 1:08:12  | 353      |
| 2012 | Jana Gegner -2-      | 1:18:00  | Yann Guyader         | 1:07:04  | 1037     |
| 2011 | Jana Gegner          | 1:06:02  | Ferre Spruyt         | 0:53:49  | 1093     |
| 2010 | Sabine Berg -2-      | 1:11:35  | Juan Nayib Tobon -2- | 1:00:55  | 1260     |
| 2009 | Sabine Berg          | 1:19:48  | Juan Nayib Tobon     | 1:09:21  | 1004     |
| 2008 | Cecilia Baena        | 1:17:35  | Albrecht Döring      | 1:04:44  | 1495     |
| 2007 | Elma de Vries        | 1:13:30  | Christian Hartz      | 1:03:54  | 1661     |
| 2006 | Melanie Becker       | 1:09:25  | Oliver Engel -2-     | 1:06:16  | 1486     |
| 2005 | Anja Matthes         | 1:16:24  | Oliver Engel         | 1:12:16  | 1125     |

2011 wurde die Strecke auf 38 km verkürzt.